# Bitva o Alesii
Bitva o Alesii také Obléhání Alesie se odehrála v září roku 52 př. n. l. u galského oppida Alésie, střediska kmene Mandubiů. Římané vedení Juliem Caesarem, s veliteli Markem Antoniem, Titem Labienem a Gaiem Treboniem se zde utkali s konfederací galských kmenů vedených Vercingetorem, s veliteli Vergasillanem a Comminem. Po těžkých bojích a dlouhém římském obléhání Alésie vyhladovělí Galové kapitulovali. Vercingetorix se vzdal a v zajetí byl dopraven do Říma. Bitva u Alésie znamenala konec galské nezávislosti a vedla k následné romanizaci Galie. Posílila pozici Julia Caesara a nepřímo vedla k pádu římské republiky a vzniku římského císařství.

## Předehra
Keltské kmeny se lišily různým stupněm svého společenského vývoje. Některé kmeny žily ještě v rodovém zřízení předcházejícím možnosti vytvoření státu. V čele kmenů stála rodová šlechta, z nich pocházeli vůdci, které Julius Caesar nazýval principes (náčelníci) a kteří často oplývali velkým bohatstvím. Jediným zdrojem o keltském náboženství řízeném druidy jsou Caesarovy Zápisky o válce galské viděné z pohledu Caesara a tudíž pravděpodobně nejsou nestranné. V keltském náboženství hrála značnou roli víra v posmrtný život a stěhování duší, která měla vliv na chrabrost keltských bojovníků. Druidové vykonávali bohoslužebné úkony v lesích. Svobodné keltské obyvatelstvo bylo podle Caesara zcela závislé na knížatech a náčelnících a jeho postavení bylo prý srovnatelné s postavením otroků. Podmanění Galie usnadňovalo Caesarovi to, že galské kmeny vedly mezi sebou neustálé války o území, což bránilo jejich sjednocení.

### Dobývání Galie a galské povstání
V roce 58 př. n. l. po svém prvním konzultu se Julius Caesar jmenoval prokonzulem tří římských provincií a vytvořil První triumvirát. Prokunzulem byl v provincii Předalpská Galie, Ilýrie a Gallia Narbonensis. Prokonzulární funkční období mělo být jeden rok, Caesar vládl bezprecedentních pět let, kromě toho velel čtyřem legiím. Caesar hledal záminku, aby mohl vpadnout i do Galie a s legiemi se později angažovat v galských válkách. Tuto záminku mu dal galský kmen Helvéců, který se pod tlakem dalších germánských kmenů vydal z dnešního Švýcarska k pobřeží Atlantiku, čehož využil Caesar, vtrhnul do Galie a Helvécie porazil v bitvě u Avaru a u Bibracte. V době, kdy se vracel do Předalpské Galie, aby shromáždil další tři legie, se Helvécové znovu zaútočili na území Ambarru a Allobrogů, kteří byli spojenci Caesara, ale byli znovu vytlačení zpět na území Germánie. Po tomto úspěchu zabránil další invazi Germánů do Galie, když si galský kmen Sequanů pozval na pomoc vládce germánského kmene Svébů Ariovista. Caesar na Ariovista zaútočil a zničil v bitvě poblíž Štrasburku. Toto vítězství odradilo germánské kmeny od pomoci Galům a upevnilo moc Caesara ve střední Galii. V dalších letech zasáhl do mnoha vnitrogalských konfliktů a postupně si podrobil mnoho galských kmenů. Úspěchy v Galii mu přinesly politickou prestiž a velké bohatství z válečné kořisti a z prodeje válečných zajatců do otroctví.
Na jaře roku 57 př. n. l. vytáhl Caesar na sever proti Belgům. Nerviové, kteří byli jedním z těchto kmenů, na Caesarova vojska zaútočili a téměř zničili. Římané se před katastrofou zachránili jen díky Caesarově pohotovosti. Následně Nervie porazil u Sabis a Belgy u Axony přitom si celé území Belgiky podrobil. Přes 50 tisíc lidí z kmene Atuatuků bylo prodáno do otroctví za věrolomný útok proti Římanům. Roku 56 př. n. l. porazili Římané obyvatele Armoriky v Bretani a Caesarův podvelitel Marcus Licinius Crassus, syn triumvira Marca Licinia Crassa porazil tři aguitánské kmeny. Toho roku byla Galie téměř pokořena, do Říma byla poslána obrovská kořist, včetně statisíce otroků a tak římský senát uspořádal patnáctidenní oslavy. V roce 55 př. n. l. Caesar zmasakroval dva germánské kmeny Usipetů a Tenkterů u řeky Mázy a postavil dřevěný Caesarův most přes Rýn mezi dnešním Bonnem a Koblencí, který Římané dokázali postavit během několika dnů. Po mostě se rychle přesunulo velké množství vojáků a následně demonstrovali svou sílu pustošením a drancováním Germánie poblíž řeky Rýn. Dále si netroufali z obavy zničení mostu Germány, proto se brzy vrátili do Galie a most přes Rýn za sebou spálili. Germánům dali najevo, že řeka Rýn pro ně není překážkou. Téhož roku 55 př. n. l. a následujícího roku 54 př. n. l. se dvakrát vylodil v Británii u Doveru, ale brzy tyto pozice vyklidil, protože nesvorné galské kmeny začaly v sílícím nebezpečí trvalého římského útlaku spojovat k povstání. Jedno takové povstání Nerviů a Eburonů v letech 54–53 př. n. l. vedl Ambiorix, ale jeho početnou armádu 60 tisíc mužů Caesar porazil pouze se svými 7 tisíci legionáři. V roce 53 př. n. l. Caesar porazil povstání Belgů a podrobil si Belgiku (dnešní Benelux a část Francie), porazil vůdce Treverů Indutiomara a znovu překročil Rýn po novém mostě na jejich území, aby znovu demonstroval svou sílu. V roce 53–52 př. n. l. musel čelit největšímu povstání Galů ve střední Galii, které vedl velmi inteligentní a nadaný náčelník Arvernů Vercingetorix. Toto povstání ohrožovalo vše čeho Caesar v Galii dosáhl, proto ponechal na severu Galie armádu pod velením Tita Labiena a sám táhl do střední Galie. Během tohoto pochodu oblehl oppidum Avaricum. Toto oppidum dobyl a táhl na hlavní město Arvernů, kde se utkal v bitvě u Gergovie s Vercingetorikem a jeho armádou. V této bitvě byli legionáři s Caesarem poraženi a s těžkými ztrátami se museli stáhnout. Toto vítězství Galů spojila celou Galii, která povstala proti Římanům. Následně začali Galové podnikat rychle výpady proti římské armádě, které se snažili škodit. Vercingetorix zvolil taktiku Spálené země, kdy se mu podařilo přesvědčit galské kmeny, aby zapálili svá sídla, úrodu na polích a vše, co by mohli Římané použít. Snažil se odříznou cestu od přísunu potravin pro obrovskou římskou armádu. Římané lstí přešli do útoku a tak se Vercingetorix s vojskem stáhl na vrchol pevnosti v Alésii v naději, že se mu podaří zopakovat úspěch o Gergovie. Caesar ho následoval a Alésii začal obléhat.

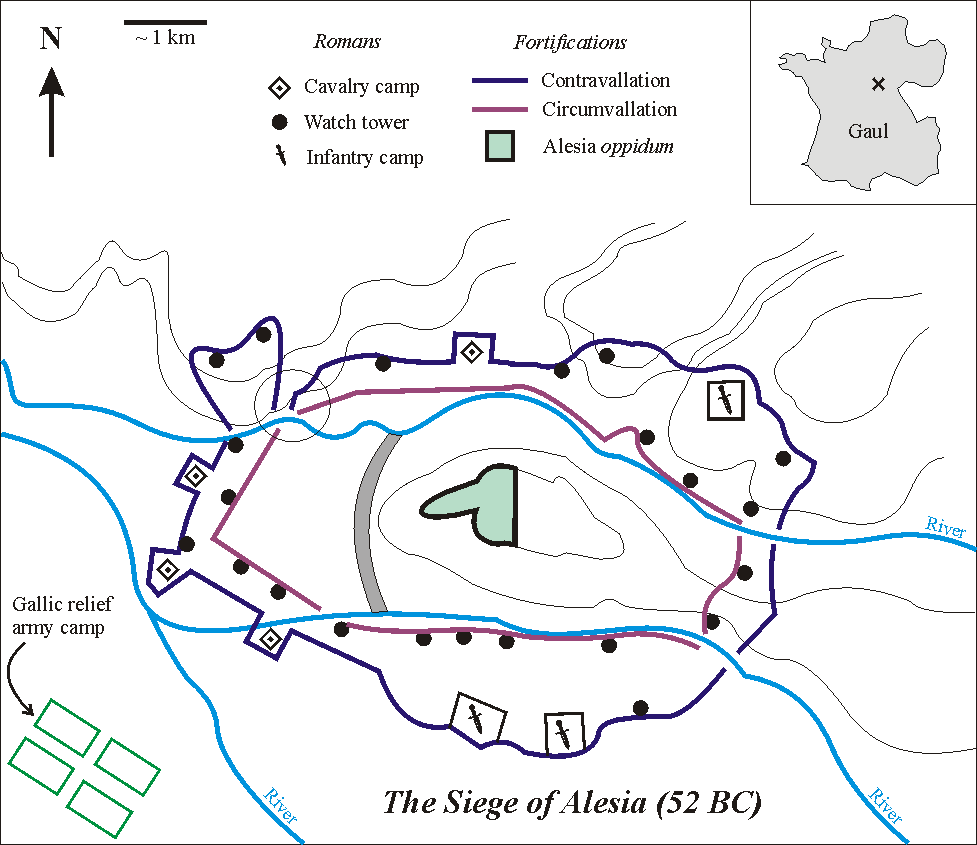
Schéma opevnění Alesie a Césarových vojsk

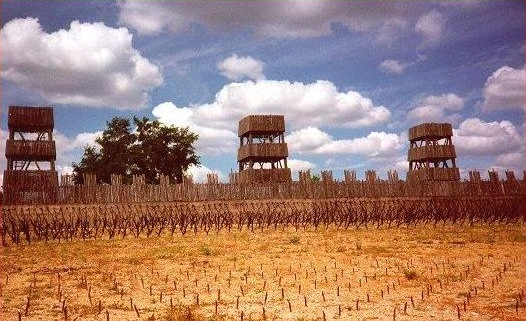
Rekonstrukce Césarových obléhacích staveb kolem Alesie

## Bitva
Alesie byla impozantní pevností. Oppidum bylo podle současných poznatků situováno na výšinách poblíž řeky Brenne. Caesar nechtěl riskovat přímý útok a tak vybudoval kolem celého Alésia opevnění v délce 15 kilometrů. Toto opevnění bylo složitou sítí 23 pevností, 7 táborů a věží vzdálených od sebe 25 metrů, které měly za úkol odříznou Galy od přísunu potravin. Západně od Alésie byly vyhloubeny dva příkopy, které byly 5 metrů široké. Vnitřní příkop byl naplněn vodou. Zemina, která byla získána při hloubení příkopů byla použita při výstavbě náspů na kterých byly vystavěny dřevěné palisády. Před palisádami byly zahrocené kůly. Při výstavbě opevnění se Galové pokoušeli římské vojáky napadat a uniknout za hranice opevnění, aby mohli zmobilizovat posily. Nakonec se části galského vojska za cenu velkých ztrát podařilo proniknout opevněním. Římané rozpoznali záměry Galů a proto vybudovali další, tentokrát vnější opevnění ve vzdálenosti 400 metrů od vnitřního opevnění v délce 21 kilometrů.
Opevnění bylo vybudováno tak, aby se vojáci mohli rychle přesouvat na ohrožená místa. Ve snaze ušetřit zásoby jídla, Vercingetorix všechny ženy a děti vyhnal z pevnosti na pospas Římanům. Domníval se, že je pro ně lepší padnout do otroctví, než zemřít. Caesar rozpoznal tuto taktiku a ponechal ženy i děti mezi hradbami Alésia a římským opevněním, aby zemřeli hlady. Vercingetorix této taktice podlehl a ženy i děti po několika dnech vpustil zpět do pevnosti. Během třetího měsíce obléhání dorazila pomocná galská armáda pod vedením Commia. Velikost této armády se různí, ale řadově měla statisíce Galů. Commius okamžitě zahájil útok, kombinovaný s útoky jednotek z Alésie. Římané byli pod velkým tlakem a hrozilo, že budou poraženi dokud Caesar nezapojil do boje svoji germánskou jízdu. Germánům a Římanům se nakonec podařilo zahnat Galy na útěk a jednotky Vercingetorixe zpátky do Alésie. O dva dny později zaútočili Galové znovu. Římané byli opět blízko porážce, ale znovu se jim podařilo Galy zatlačit zpět. Nakonec se Galové rozhodli pro rozhodující útok. Následujícího dne, uprostřed noci zaútočili Galové zevnitř i zvenčí. Galům se podařilo na několika místech prorazit římské linie, ale Caesar obratně přesouval jednotky a sám se několikrát vydal se svými legionáři do protiútoku. Caesarova přítomnost vyburcovala legionáře k naprosté zuřivosti. Zaútočili na Galy a začali je zatlačovat zpět. S pomocí germánské jízdy byli Galové znovu poraženi. Vercingetorix poznal že je situace beznadějná a aby zachránil ostatní Galy, tak se rozhodl vzdát se. Se svými veliteli vyjel z pevnosti a vzdal se Caesarovi. Vercingetorix byl dopraven do Říma a po sedmi letech věznění rituálně uškrcen.

Vercingetorix se vzdává Caesarovi. Obraz Noëla Royera, 1899

## Důsledek bitvy
Ihned po bitvě se galské povstání zhroutilo. Během následujících dvou let byla již celá Galie pod Caesarovou kontrolou a na několik dalších století se stala součástí římské říše a byla romanizována. Galie sloužila Římanům jako základna, odkud mohli expandovat dále do Británie a Germánie. Bohatství, které Caesar odnesl z dobyté Galie a poslal do Říma vzbudilo obdiv prostého lidu a závist Pompeia Magna i římských senátorů. Závist, Caesarův rostoucí vliv a narůstající napětí byly příčinami občanské války. Po této válce a po Caesarově smrti vzniklo Římské císařství. Prvním římským císařem byl Octavianus, Caesarův prasynovec. Bitva o Alésii vedla přímo k podmanění Galie a nepřímo k římské občanské válce a k římskému císařství.